# Eimer (España)
Eimer es un lugar de la parroquia de San Fiz de Rubián, en el municipio de Bóveda, en la provincia de Lugo, España.
Se encuentra a 408 metros de altitud junto al río Eimer y el riego de Pena Sobreira. En 2022 tenía una población de 46 habitantes, 24 hombres y 22 mujeres. En ella se encuentran la casa Torre y la capilla de Santa Bárbara.